# ミッテ区 (ベルリン)
ミッテ区（ミッテく、ドイツ語: Bezirk Mitte）は、ドイツの首都ベルリンの区である。区コードは01であり、人口は約39万人である。首都の中枢を担い、憲法機関のほとんどが立地する。
区名の「ミッテ」は「中間」「中央」という意味で（意訳すると「中央区」「中区」、英語の「Middle」に通じる）、その名の通りベルリン市の中央部に位置する。

## 地区
2001年1月1日に旧ミッテ区と旧ティーアガルテン区、旧ヴェディング区が合併し、現在のミッテ区が成立した。旧東ベルリンと旧西ベルリンの境界を越えて合併したのは、本区とフリードリヒスハイン＝クロイツベルク区のみである。なお「ミッテ」と言った場合、合併成立した当区全体ではなく、今日の「ミッテ地区」を指すことがほとんどである。
当区の構成は以下の6地区である。
| 地区番号 地区・区域     | 面積      | 人口 (2020年 12月31日現在） | 人口 密度    | 区内地図（地区の位置） |
| ----------------------- | --------- | --------------------------- | ------------ | ---------------------- |
| 0101 ミッテ             | 10.70 km² | 102,338人                   | 9,564人/km²  |                        |
| 0102 モアビート         | 7.72 km²  | 81,021人                    | 10,495人/km² |                        |
| 0103 ハンザフィアテル   | 0.53 km²  | 5,924人                     | 11,177人/km² |                        |
| 0104 ティーアガルテン   | 5.17 km²  | 14,940人                    | 2,890人/km²  |                        |
| 0105 ヴェディング       | 9.23 km²  | 85,275人                    | 9,239人/km²  |                        |
| 0106 ゲズントブルンネン | 6.13 km²  | 93,862人                    | 15,312人/km² |                        |

当区の人口密度はほとんどの地区で比較的高く、ベルリン平均の約2倍である。例外はティーアガルテン地区でベルリンの他の地区の約半分である。ハンザ地区はベルリンの全96地区で最小の面積である。

## 人口

2010年のミッテ区の人口ピラミッド

2020年12月31日時点の当区の人口は385,748人である。面積は39.47 km²であり、人口密度は9,773人/km²である。2012年12月31日時点の外国人の割合は28.2％である一方、移民の背景をもつ住民は同日付で46.6％であった。これらの数値はベルリン全区で最高値である。失業率は2013年4月30日時点で14.1％である。2012年12月31日時点の区民平均年齢は39.1歳であった。
| 移民の背景をもつ住民の割合 (2010年)                                            | 移民の背景をもつ住民の割合 (2010年) |
| ------------------------------------------------------------------------------ | ----------------------------------- |
| 移民の背景をもたないドイツ人                                                   | 55.5 % (184,000人)                  |
| 移民の背景をもつドイツ人および外国人                                           | 44.5 % (144,000人)                  |
| イスラム教国の移民背景（トルコ、アラブ連盟、イランなど）                       | 18.0 % (60,000人)                   |
| EU加盟国の移民背景                                                             | 10.7 % (35,400人)                   |
| その他（旧ソヴィエト連邦、東アジア、アフリカ系ドイツ人、ユーゴスラヴィアなど） | 14,5 % (48,000人)                   |

## 政治
ミッテ区の区長は シュテファン・フォン・ダセル (緑の党)である。
2016年までの前区長クリスティアン・ハンケ（SPD）は、2006年にSPDと左翼党とFDPの得票共同体によって、CDU、また緑の党の対立候補を破って当選した。得票共同体はベルリンの行政区では（他の州議会とは異なり）連立を意味せず、案件ごとに会派を構成する。
区長
2001年以降の区長は以下である。旧ミッテ区の区長は旧ミッテ区を参照。
- ヨアヒム・ツェラー（ドイツ語版）（CDU）、2001年1月から2006年10月
- クリスティアン・ハンケ（ドイツ語版）（SPD）、2006年10月から2016年10月
- シュテファン・フォン・ダセル（ドイツ語版） (緑の党)、2016年10月から

## 見所

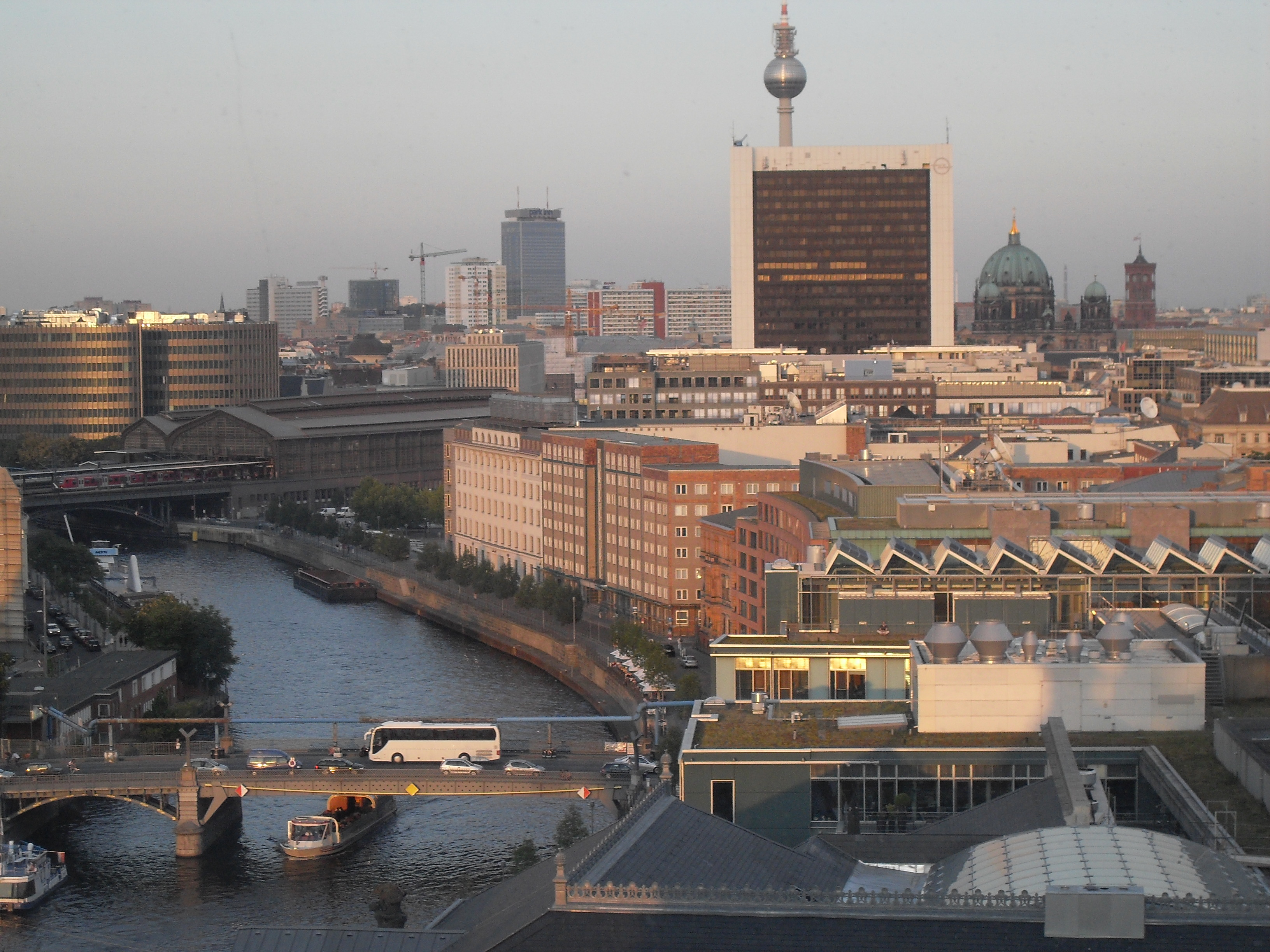
ミッテ地区の眺め
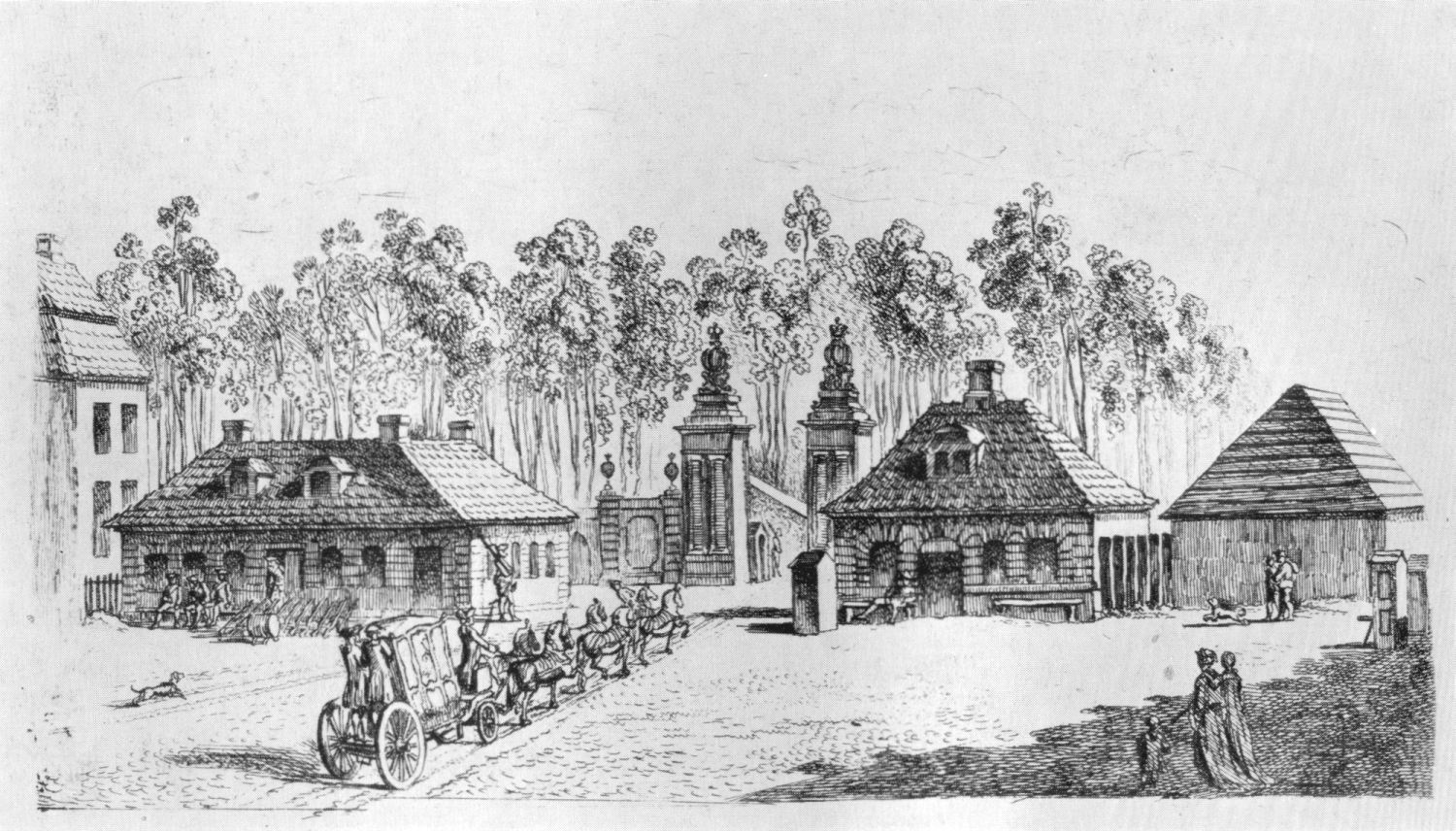
1764年のブランデンブルク門。西方向、ティーアガルテンを望む

当区には国会議事堂をはじめ、ドイツ連邦議会、連邦参議院、連邦政府、またほぼすべての大使館が立地している。かつては総統官邸と総統地下壕もあった場所になる。その他一例を下記に挙げる。
- アレクサンダー広場
- ヴェディング区裁判所（ドイツ語版）
- ベルリン大聖堂
- ベルリンテレビ塔
- ブランデンブルク門
- ドロテーエンシュタット墓地（ドイツ語版）
- ジャンダルメンマルクト広場（ドイツ語版）
- 麻の博物館（ドイツ語版）
- 新シナゴーグ（ドイツ語版）
- ニコライ地区（ドイツ語版）

- 博物館島（博物館群）
  - ペルガモン博物館
  - ボーデ博物館など
- ノイエ・ヴァッヘ
- ポツダム広場
- 赤の市庁舎
- 戦勝記念塔
- ウンター・デン・リンデン
- ソニーセンター
- ベルリン中央駅
- ベルリン・フィルハーモニー
- バレンボイム・サイード・アカデミー

当区にはこの他にも多くの歴史的名所がある（詳細はベルリンの見所を参照）。

### 日本関連施設

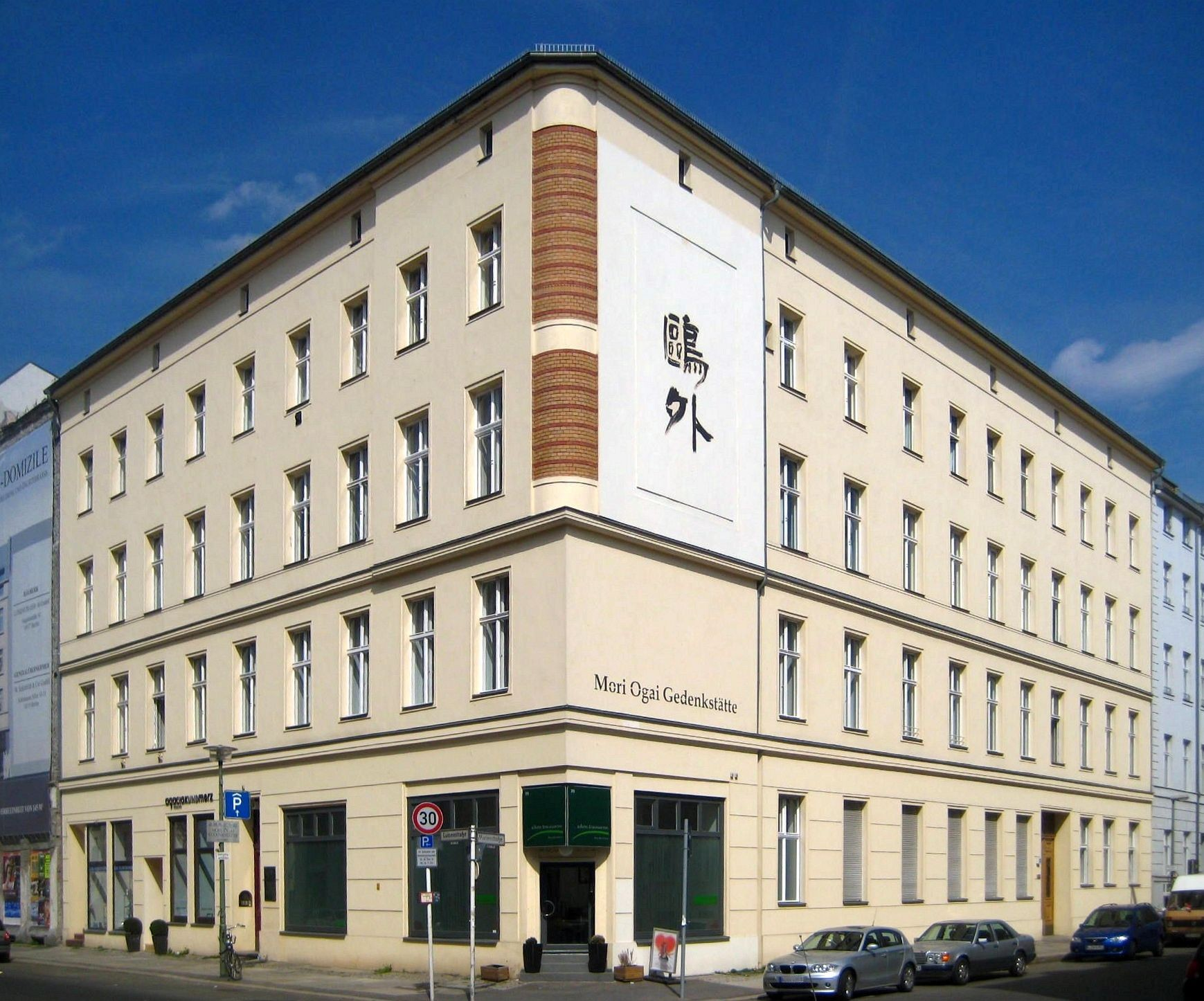
森鷗外記念館 (ベルリン)

- 在ドイツ日本国大使館：1942年完成。2000年増改築。
- 森鷗外記念館 (ベルリン)（ドイツ語版）：森鷗外の滞在先。
- ウェスティン・グランド・ベルリン：東ドイツ屈指の高級ホテル。鹿島建設が共同設計、施行。
- 国際貿易センター：東ドイツ時代の高層ビル。鹿島建設が設計、施工。

## 紋章
当区の紋章は以下の3区（旧ミッテ区、旧ティーアガルテン区、旧ヴェディング区）の合併後、紋章学者テオドーア・ローレンツ（Theodor Lorenz, 1929年4月6日－2005年3月25日）が考案した。今日の紋章は2001年10月9日にベルリン市政府から授与された。

紋章記述：「赤と銀で扇状に6つに区切られた盾には、金色の中央盾が置かれる。赤い爪と舌の黒い熊が、直立した金色の百合の王笏を手にしている。盾の上部には3つの塔がついた赤い城壁冠があり、中ほどのものにはベルリンの紋章がつく」。
赤と銀は、歴史的に都市ベルリンを表す色であった。中央盾のベルリンの熊は、ベルリンの歴史的中心部である旧ミッテ区を表し、また同様に盾の扇状の区割りは区が都市の中心部であることを意味している。小さな盾には王笏があるが、これは既にドロテーエンシュタットの紋章の中心盾にあったもので、支配者の権力の象徴である。ベルリンの歴史的役割、つまり歴史を通じて幾度と首都、また居城が置かれたことを示している。城壁冠はベルリン全区に共通のものである。

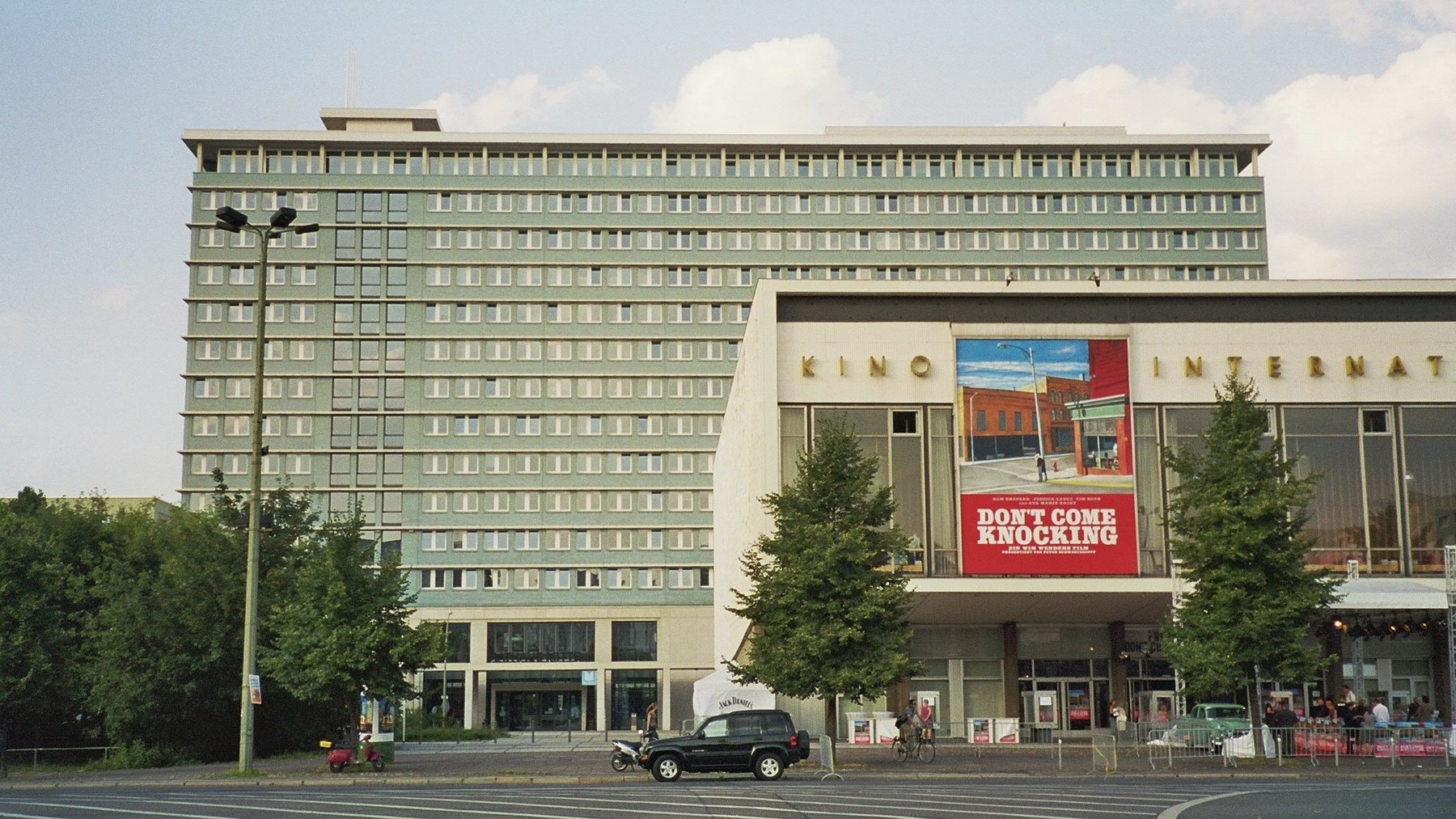
カール＝マルクス＝アレー庁舎
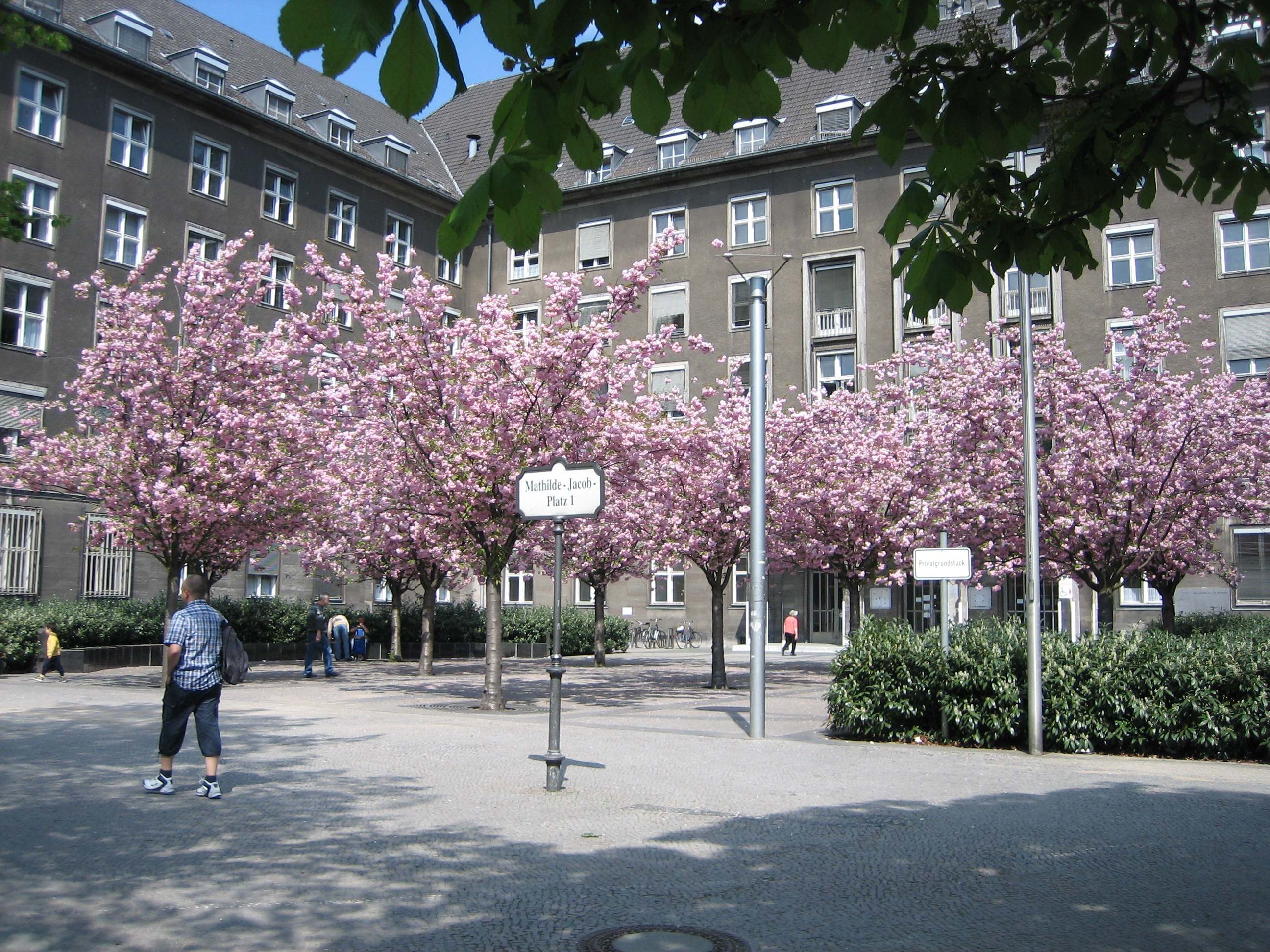
マティルデ＝ヤーコプ広場 (Mathilde-Jacob-Platz) 庁舎
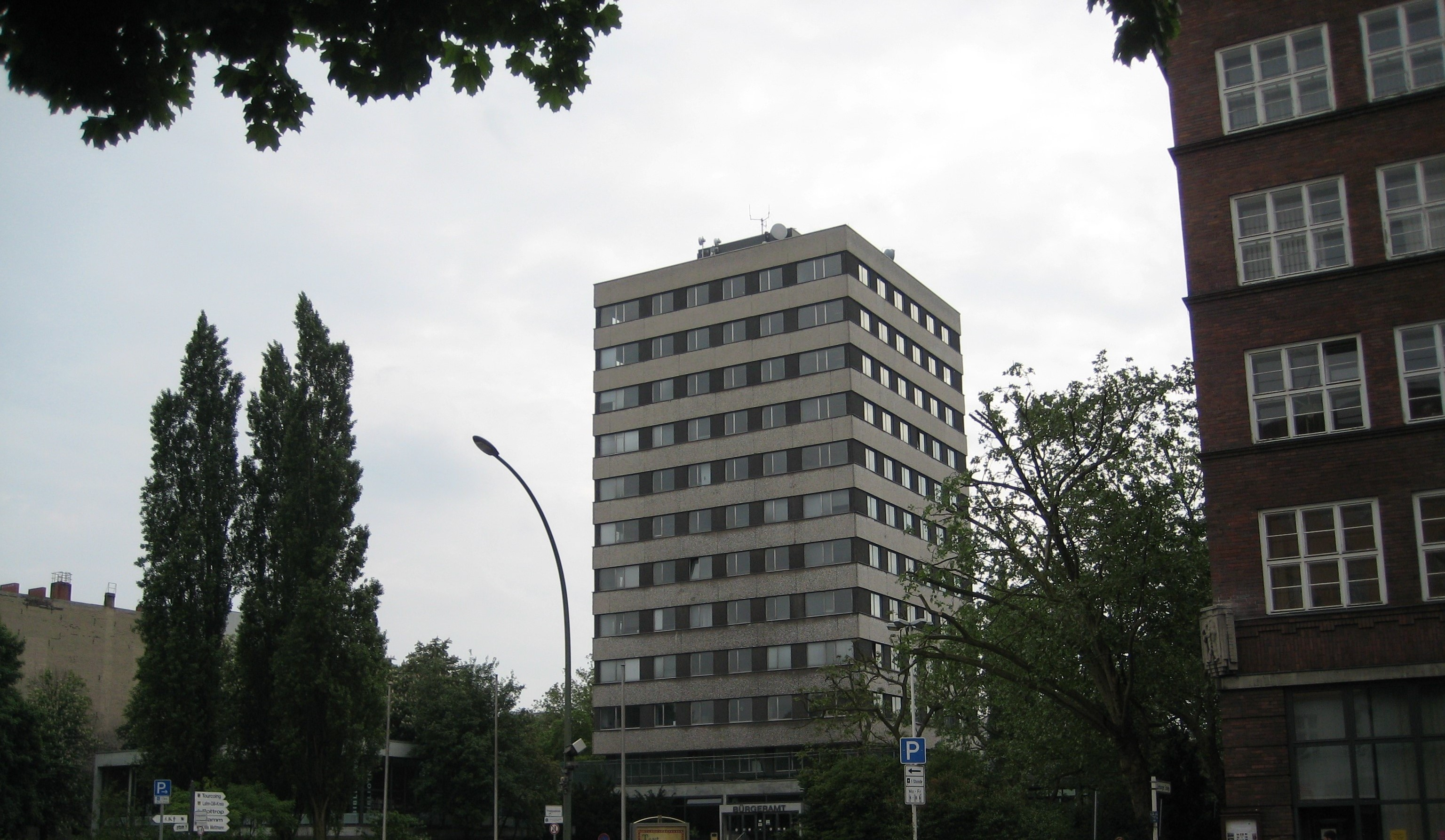
ミュラー通り（ドイツ語版）庁舎

## 姉妹都市

### 国外
- 東大阪市（日本 大阪府）1959年（旧ヴェディング区（ドイツ語版）と旧布施市が締結）
- ホロン（イスラエル）1980年（友好関係：1970年）
- トゥールコワン（フランス）1995年
- 新宿区（日本 東京都）1994年：ミッテ地区がドイツの首都ベルリンの心臓部であるのと同じく、新宿区が日本の首都東京の中心部であることに因む。
- 津和野町（日本 島根県）1995年：ベルリンに数年間滞在した森鷗外に因む。
- テレーズヴァーロシュ（ハンガリー語版）（ハンガリー・ブダペストの区）2005年
- ベイオール（トルコ語版）（トルコ・イスタンブールの区）2008年

### 国内
- カッセル（ヘッセン州）1962年
- ボトロップ（ノルトライン＝ヴェストファーレン州）1983年
- シュヴァルム＝エーダー郡（ヘッセン州）1992年（友好関係：1979年）

## 参考資料
1. 1 2 3  ベルリン州における2020年12月31日時点の登録人口、資料：ベルリン＝ブランデンブルク統計局（ドイツ語版） (PDF)（ヘルプ）。
2. 1 2  Statistischer Bericht – Einwohnerinnen und Einwohner im Land Berlin am 31. Dezember 2012 (PDF; 3,1 MB). Amt für Statistik Berlin-Brandenburg. Abgerufen am 19. Juni 2013.
3. ↑  Arbeitslosigkeits-Atlas – Arbeitslosigkeit in Berlin – Zahlen und Quoten in der Stadt und in den Bezirken Archived 2011年7月11日, at the Wayback Machine.. Berliner Morgenpost. Abgerufen am 19. Juni 2013.
4. ↑  Statistischer Bericht –  Melderechtlich registrierte Einwohner im Land Berlin am 31. Dezember 2010 (PDF). Amt für Statistik Berlin-Brandenburg. Abgerufen am 20. Juni 2013.
5. ↑  Hoheitszeichen von Berlin – Bezirkswappen